# Política do Império do Brasil
A política do Império do Brasil ocorreu em uma monarquia quase representativa parlamentar  federal, através do qual o Imperador do Brasil era chefe de Estado e o chefe de governo, nominalmente, embora o presidente do Conselho de Ministros era efetivamente o chefe de facto e de um sistema multipartidário. O poder executivo era exercido pelo governo. O poder legislativo era investido no governo e as duas câmaras da Assembleia Geral (ou Parlamento). O Poder Judiciário era independente do Executivo e do Legislativo. O Império do Brasil era dividido em 20 províncias e a Cidade Neutra, a capital do país.

## Imperador
| Imagem | Nome                  | Início de Reinado     | Fim do Reinado         | Cônjuge de                                         | Cognome(s)                                 |
|        | D. João I (de jure)   | 29 de agosto de 1825  | 10 de março de 1826    | D. Carlota Joaquina de Bourbon de jure             | O Clemente                                 |
|        | D. Pedro I (de facto) | 12 de Outubro de 1822 | 7 de Abril de 1831     | D. Leopoldina de Áustria D. Amélia de Leuchtenberg | O Rei-Soldado O Rei-Imperador O Libertador |
|        | D. Pedro II           | 7 de Abril de 1831    | 15 de Novembro de 1889 | D. Teresa das Duas Sicílias                        | O Magnânimo                                |

Quando do término da guerra da independência do Brasil, foi estabelecido o tratado do Rio de Janeiro, em 29 de agosto de 1825, entre Portugal e Brasil. Pelo tratado, a coroa portuguesa reconhecia a independência do antigo reino, mas reservava a D. João VI, pai de D. Pedro I, o título de Imperador do Brasil. O tratado, a princípio, anulava a norma anterior da Constituição brasileira de 1824, a qual proibia que o governante exercesse poder sobre Portugal e Brasil simultaneamente. Não obstante, D. João VI não foi o Imperador de facto, haja vista que não foi sagrado como tal, nem expediu qualquer ato político, e muito menos D. Pedro declarou-se ex-Imperador. A situação sui generis de haver dois Imperadores brasileiros durou pouco, pois sete meses depois D. João VI viria a falecer.
O papel do Imperador no Estado brasileiro era o de representante da Nação. Ele representava o que a Nação possuía "de uno, de permanente, de estável. Representava a ordem jurídica, a unidade de todos os brasileiros, além das variações de região, classes, partido, raça, representava a Nação em sua totalidade". O monarca era na realidade uma espécie de "ministro da república", no sentido filosófico da palavra, de res publica e não um soberano por direito divino. Sua função como representante da nação, a sua legitimidade, provinha não do fato de ser eleito, mas sim da aclamação que tradicionalmente ocorria há séculos após o falecimento do monarca anterior em homenagem a seu sucessor. A aclamação era a designação popular que legitimaria o papel do monarca como representante do povo brasileiro. Como de fato ocorreu em três momentos históricos distintos no período monárquico: em 1822, quando dom Pedro I foi aclamado, em 1831 e por último, em 1840, quando foi a vez de dom Pedro II ser aclamado em todas as províncias. De certa maneira, a aclamação seria uma espécie de voto simbólico, ou mesmo um plebiscito informal. Era a aceitação popular que concedia a legitimidade aos monarcas brasileiros como representantes da Nação, na teoria. Porém, como essa aclamação das províncias era feita pelos seus presidentes, que nem mesmo eram eleitos pelos habitantes das mesmas, ela nem sempre representava a vontade do seu povo. Um exemplo disso é o fato de que, em 1840, o Rio Grande do Sul esteve controlado na sua quase totalidade pela República Rio-Grandense, tendo um presidente provincial com praticamente nenhum poder de representação popular.

## Forma de Governo

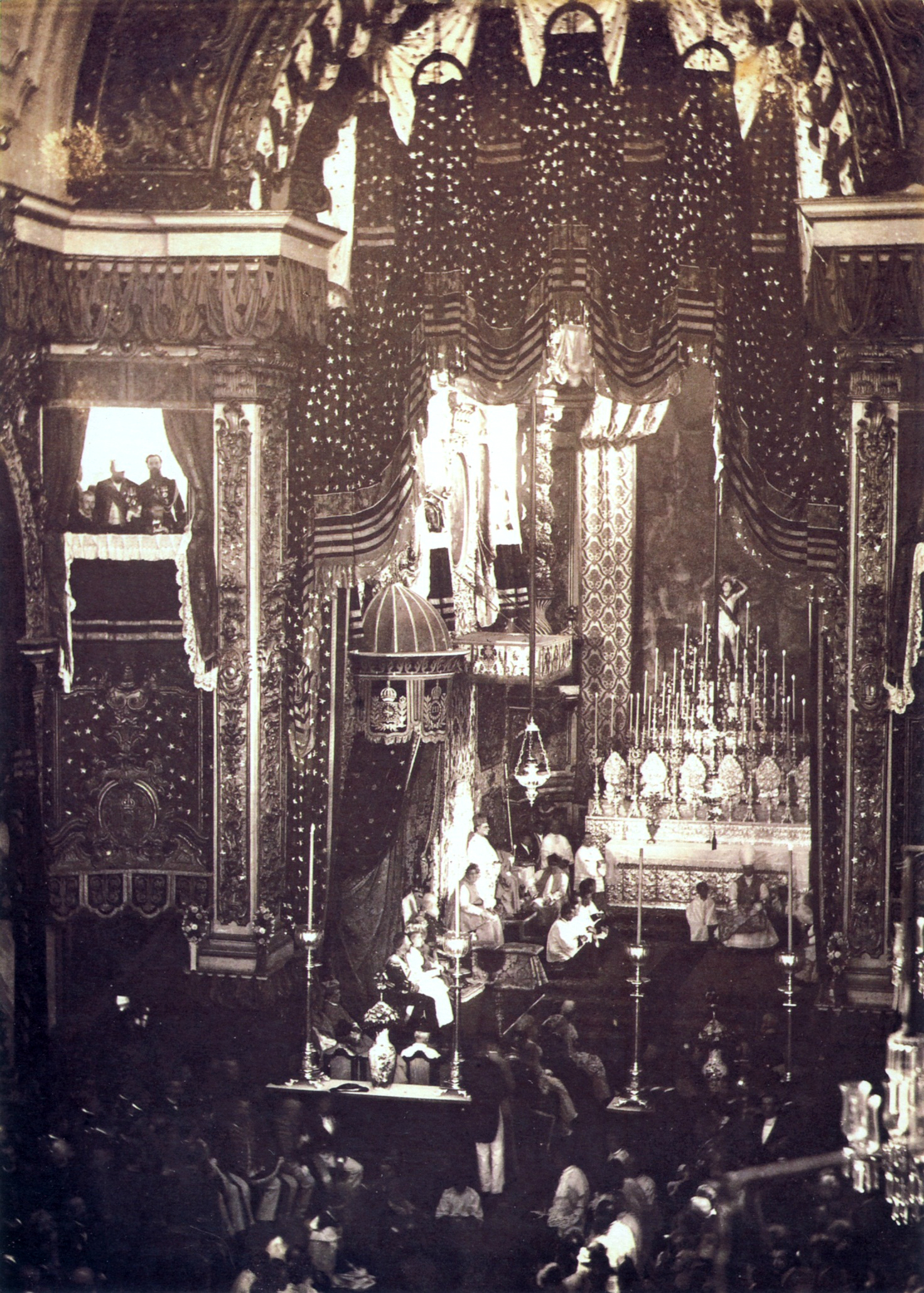
Aclamação de D. Isabel de Bragança, princesa imperial do Brasil, 1887.

Ao tornar-se independente de Portugal em 1822, a nação brasileira como um todo era na sua quase totalidade a favor da forma de governo monárquica. As razões para esta escolha política são diversas. Havia um verdadeiro temor por parte dos diversos grupos sociais da possibilidade de o Brasil sofrer o mesmo destino das colônias hispano-americanas, ou seja: caos político, social e econômico, desmembramento territorial, golpes de Estado, ditaduras e caudilhos. Era necessária uma organização política que permitisse ao povo brasileiro não apenas desfrutar de liberdade, mas também que garantisse estabilidade ao país, conforme o liberalismo em voga. Somente com uma entidade neutra, completamente independente de partidos, grupos ou ideologias opostas, seria possível alcançar tal fim. E nisso, houve "sempre um poderoso elemento ideológico remanescente da independência como fruto de uma grande união nacional acima dos diversos interesses particulares". A monarquia brasileira foi a "forma de governo que assegurou ao Brasil a integridade territorial do antigo domínio lusitano, num clima de ordem, de paz e de liberdade".
Assim, o forte apelo popular que a monarquia possuía, aliado ao fato de existir uma tradição de mais de trezentos anos (ou setecentos se contarmos com a história portuguesa), permitiu ao príncipe dom Pedro assumir o papel de símbolo da unidade pátria. O regime monárquico mantido em solo brasileiro "foi uma força de continuidade e tradição".
O terceiro elemento para a escolha da forma monárquica foi a necessidade de se fazer respeitar perante as potências da época, todas localizadas na Europa. A possibilidade, bastante real à época, de os países europeus buscarem dominar a jovem nação americana, fortaleceu o desejo de impedir a adoção da forma republicana a todo custo e assim evitar o eventual desmembramento territorial em repúblicas pequenas, fracas e em constante rivalidade entre si. Observando o que se passava nos países hispano-americanos e também em Portugal, presas fáceis da ganância europeia, principalmente britânica, viu-se que a manutenção da monarquia com um monarca de origem europeia atuaria como fonte de dissuasão e permitir ao Brasil garantir a predominância dos seus interesses. E de fato, "após a fase da regência, turbulenta mas transitória pela sua própria natureza, a ordem imperial dominaria sobranceiramente, assegurando a paz interna e o prestígio exterior".
Pelos motivos acima citados o sistema político escolhido para o Brasil fora o monárquico constitucional representativo. O regime imperial tinha como base a ideia de que a soberania residia na Nação e no Estado, este representado simbolicamente pelo Imperador. Enquanto na Nação existia a vontade de possuir liberdade e prosperidade, no Estado, por sua vez, havia o desejo de "permanência, de duração e de existência". Dessa forma, a Constituição expressou em seu texto que tanto o Imperador como a Assembleia Geral eram os representantes da Nação Brasileira. O monarca representava os interesses constantes e gerais da nação como um todo, enquanto a Assembleia representava os interesses particulares, efêmeros, momentâneos. No entanto, não era o Imperador o soberano do país, e sim a Nação Brasileira, pois aquele ocupava a função em que se encontrava por delegação da nação, assim como a Assembleia Geral.

## Sistema de governo

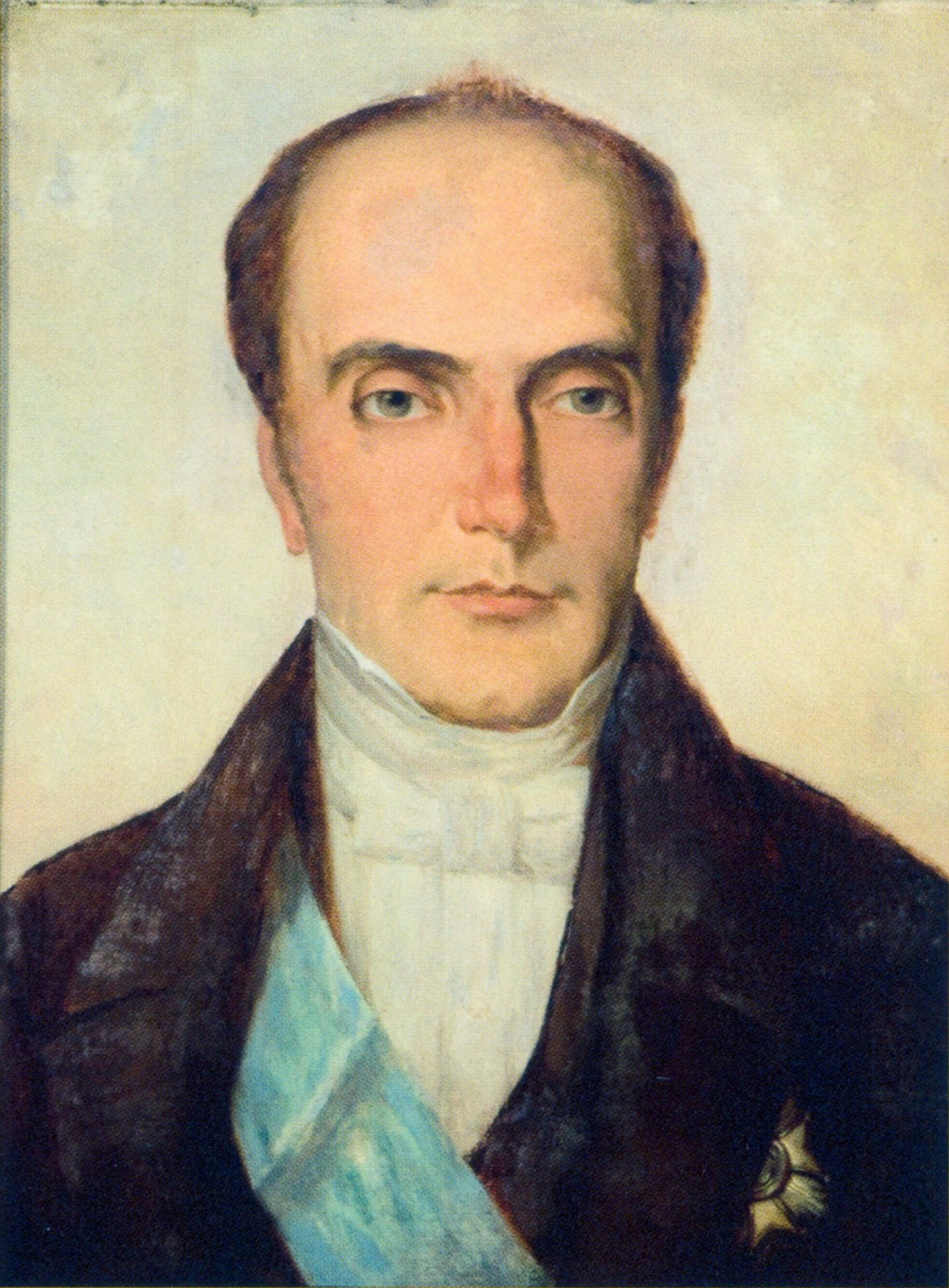
Pedro de Araújo Lima, Marquês de Olinda, o político que por mais tempo exerceu a função de primeiro-ministro do Brasil.

A maior diferença entre o parlamentarismo e o presidencialismo é o fato de que, no primeiro, a Chefia de Estado e de Governo recaem sobre indivíduos distintos, enquanto no segundo estão unificados sob um único titular. Na monarquia brasileira, contudo, tanto a Chefia de Governo quanto a de Estado estavam nas mãos do Imperador. Esta característica básica na República Presidencialista fora transplantada para a Ordem Constitucional brasileira. A Constituição de 1824 era bem menos parlamentarista que o projeto da Constituinte. Na realidade, era para todos os efeitos, um regime peculiar e único: uma monarquia presidencialista. Não significa, porém, que o monarca brasileiro teria prerrogativas semelhantes às de um tirano ou de um ditador. As garantias individuais que granjeavam a liberdade e dignidade humana estavam inseridas nos artigos da Lei Maior e foram respeitadas. E nem o Imperador teria como atuar em esferas reservadas ao Poder Legislativo e ao Poder Judiciário, como criar leis ou julgar e condenar, tal como numa monarquia absoluta. No entanto, a criação do Poder Moderador e a evolução natural do sistema representativo brasileiro possibilitaram uma transição do modelo presidencialista para o parlamentarista, que "daria ao Império uma posição de ilustre companhia ao lado do leão britânico". Não foi necessário modificar a letra da lei para realizar a transmutação de um sistema de Governo para outro: a própria Constituição em sua elasticidade (em termos de interpretação das normas jurídicas na Carta) possibilitou tal fato.

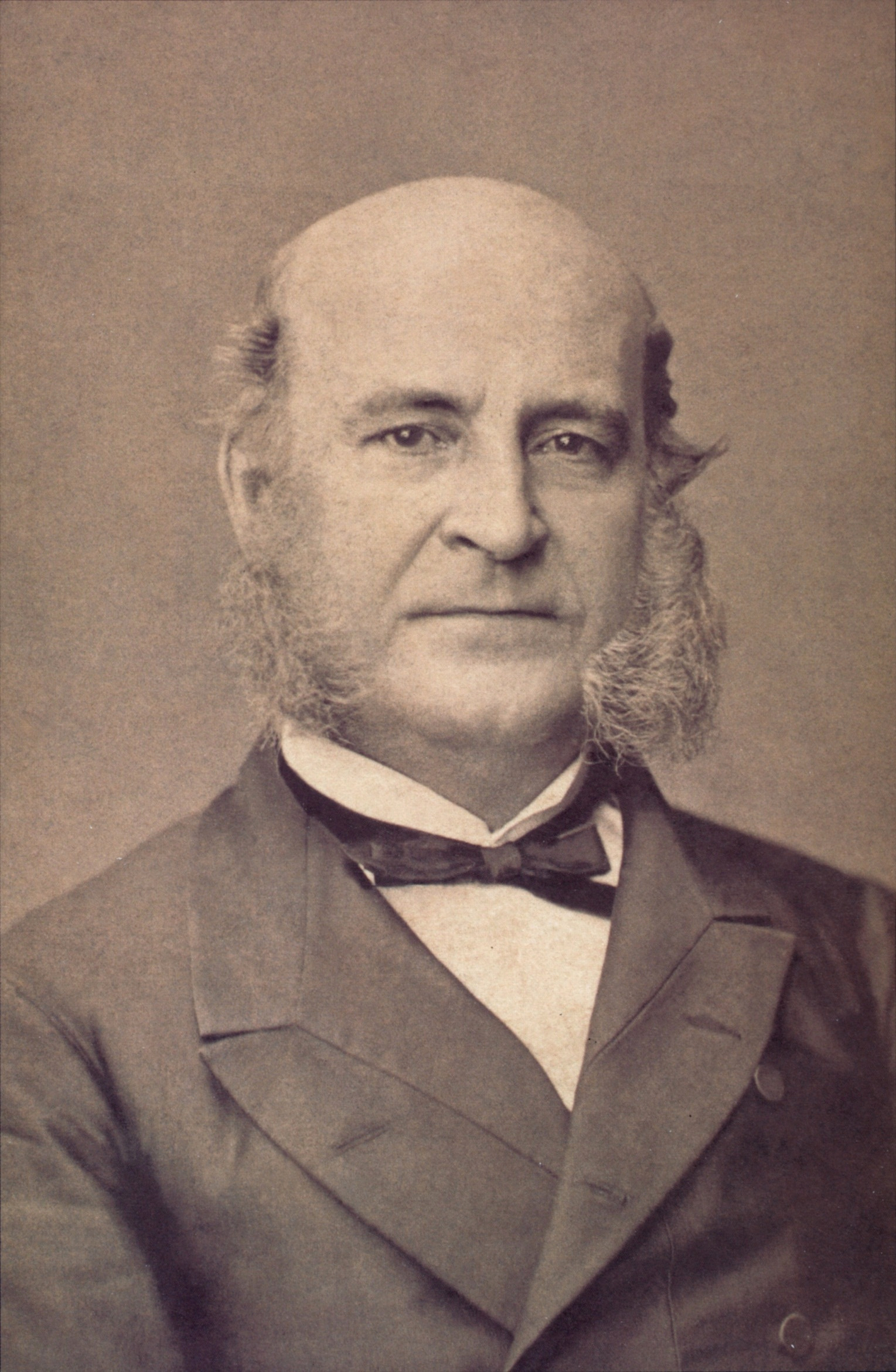
José Maria da Silva Paranhos, Visconde do Rio Branco.

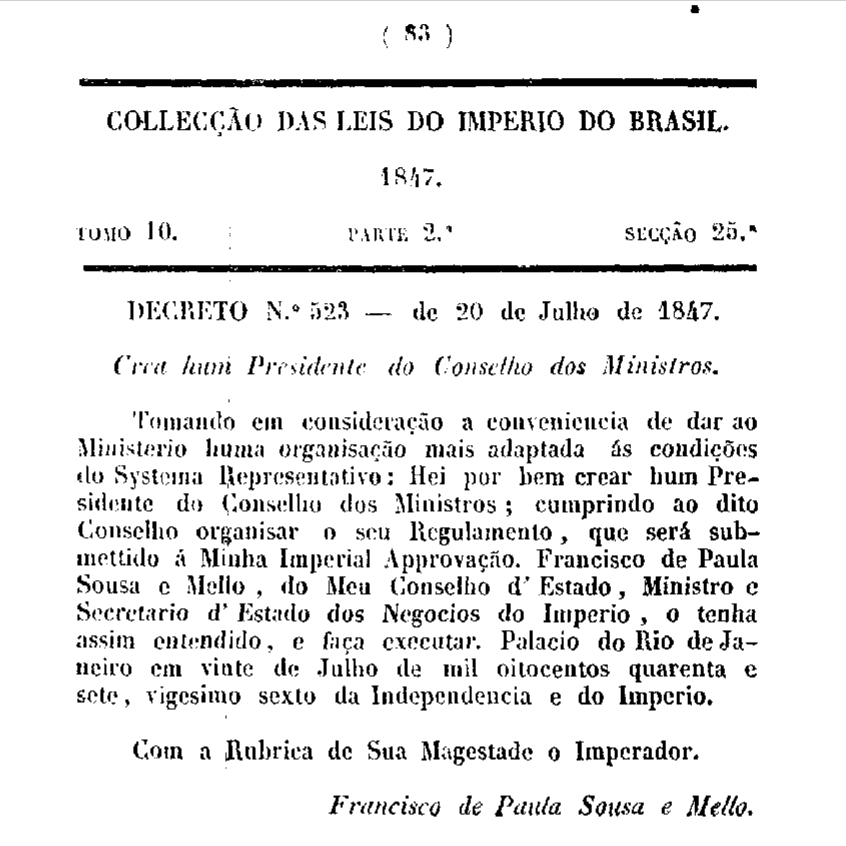
Decreto imperial que criou o cargo de Primeiro-Ministro do Brasil em 20 de Julho de 1847.

O primeiro passo para a instituição do parlamentarismo ocorreu em 1824, com a outorga da primeira carta constitucional brasileira, possibilitando a Assembleia Geral (o Parlamento) ocupar um papel preponderante nos rumos políticos da nação. O segundo passo deu-se em 1826 quando o deputado mineiro Bernardo Pereira de Vasconcelos exigiu a prestação de contas dos ministros de Estado frente à Câmara de Deputados, no que foi atendido. O terceiro passo, e mais importante, desdobrou-se em 1847 quando Francisco de Paula Souza demandou a criação do cargo do Presidente do Conselho de Ministros (equivalente a Primeiro Ministro e que teria em mãos o Poder Executivo). E de fato aconteceu, resultando na consolidação do parlamentarismo brasileiro, do mesmo modo como ocorreu com o britânico, pois viria a facilitar a distinção entre o Poder Executivo e o Poder Moderador.
O Parlamento brasileiro viria a tornar-se extremamente valorizado, pois todas as grandes decisões políticas lá ocorreram, permitindo a ocorrência de memoráveis debates. Em 1881, já existia o costume dos Ministros de Estado prestarem contas ao Parlamento, realizando relatórios anuais acerca de suas atividades e comparecendo para responder críticas dos Deputados e Senadores. Estes atos possibilitaram uma maior liberdade ao jogo parlamentar. Tal situação não passou imperceptível pelos olhares estrangeiros e o Brasil surpreendentemente sofreu críticas pela grande liberdade de imprensa que havia e pelo "parlamentarismo exagerado", como foi a opinião do ministro da França, Amelot Para os estrangeiros, o Parlamentarismo brasileiro não estava atrás de seus equivalentes europeus. O Império fora "desde o seu início uma democracia coroada, em que o executivo começou por prevalecer e o legislativo acabou por predominar".
No parlamentarismo do Império existiam "partidos sólidos e competitivos, parlamento atuante, imprensa livre, debate aberto", tradições estas que a República Velha não manteve. Tanto o Imperador quanto os Ministros de Estado sempre buscaram atuar em atenção ao Parlamento, havendo um esforço sincero por parte dos mesmos em aperfeiçoar o sistema político do país adotando características inerentes ao Parlamentarismo. Por exemplo: a definição do programa de governo do ministério era realizada pelo Presidente do Conselho de Ministros, que por sua vez era apresentada pelo monarca todos os anos quando ocorria a abertura da Câmara de Deputados. Outro exemplo foi o surgimento da possibilidade do Parlamento, quando julgasse necessário, vir a apresentar a Moção de desconfiança contra o Gabinete de ministros. Este ato é uma medida de defesa (utilizado em momentos excepcionais) da minoria parlamentar contra o Gabinete formado pela maioria, se viesse a atuar de maneira indevida.

## Forma de Estado

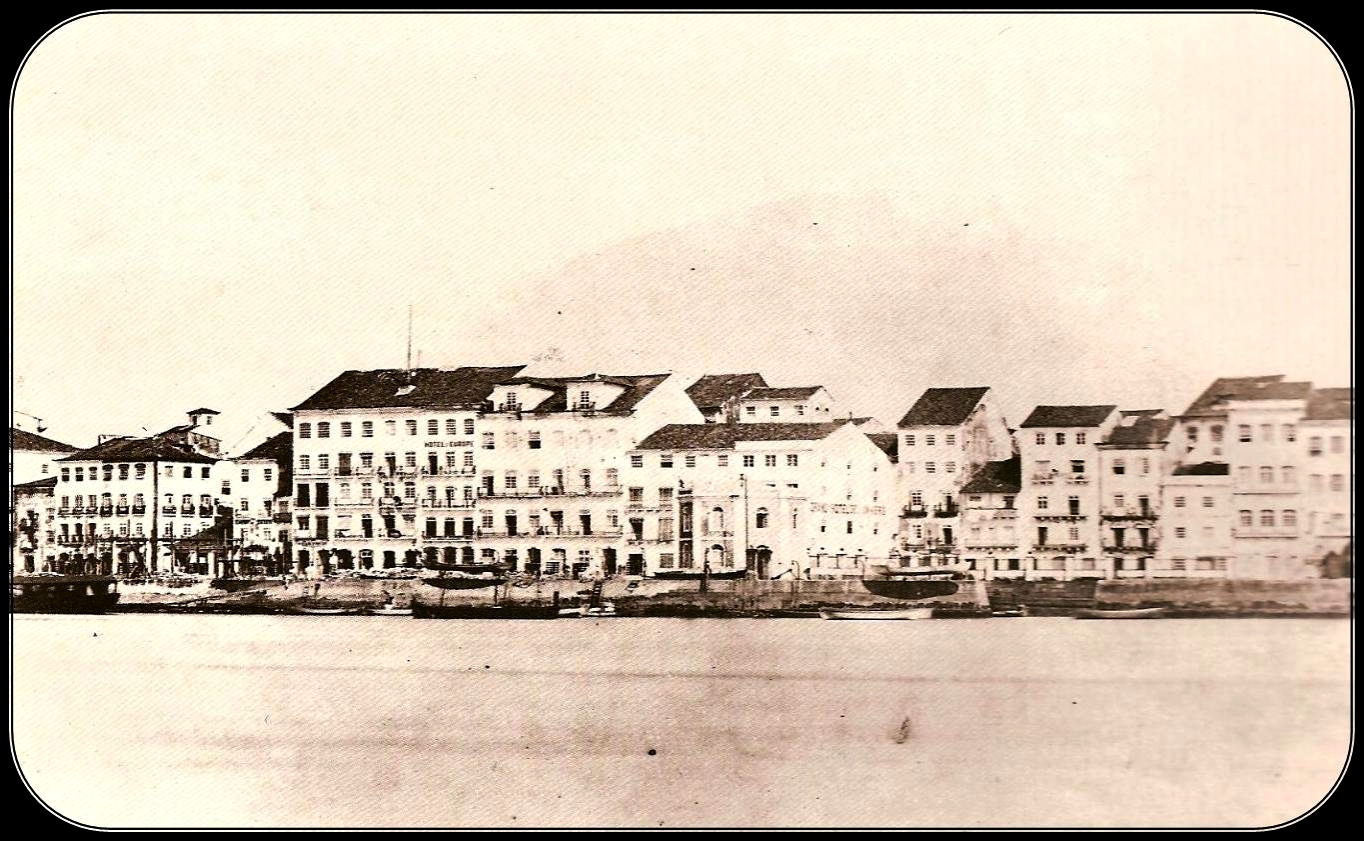
Recife, capital da província de Pernambuco, 1865.

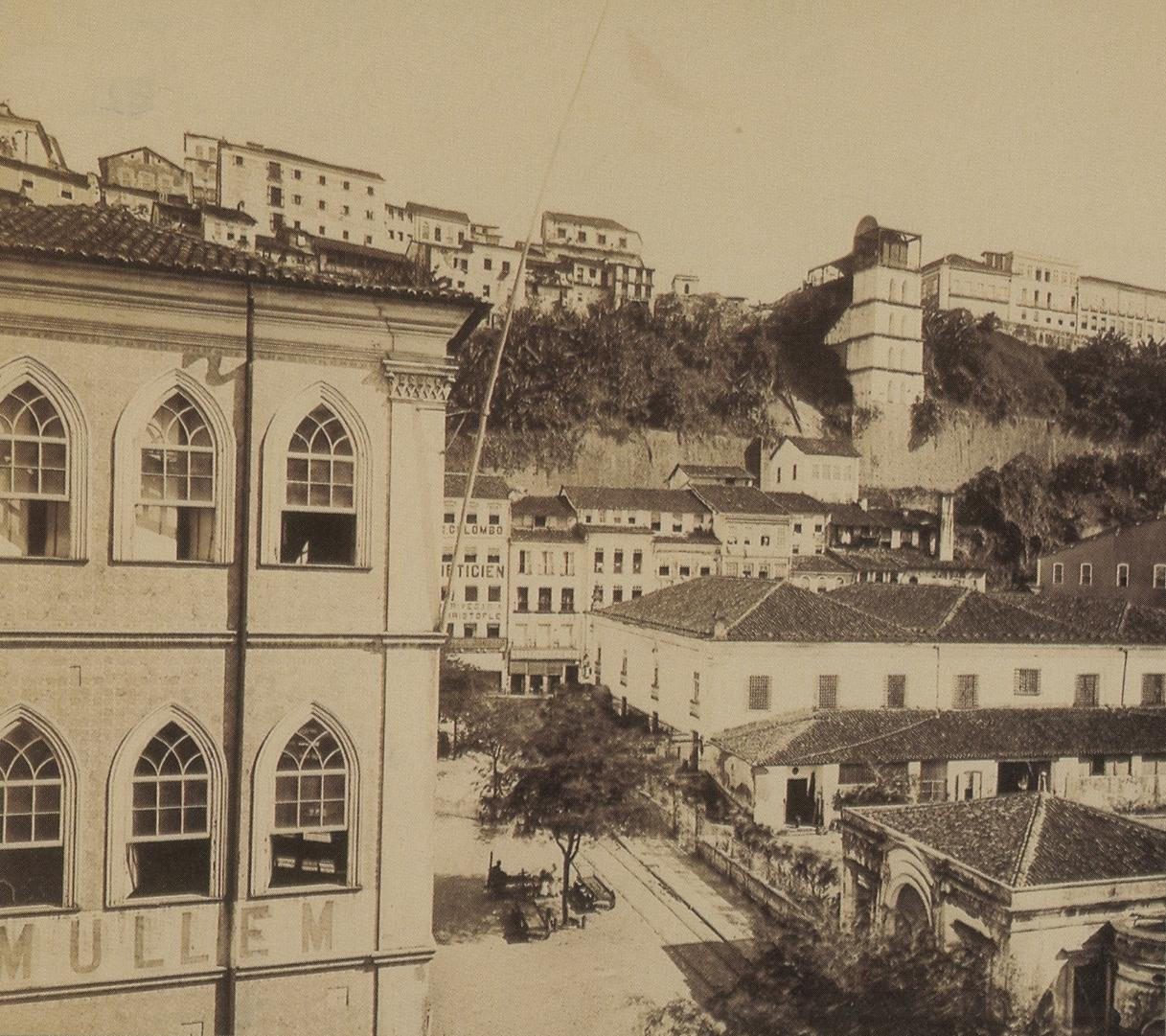
Salvador, capital da província da Bahia, 1875.

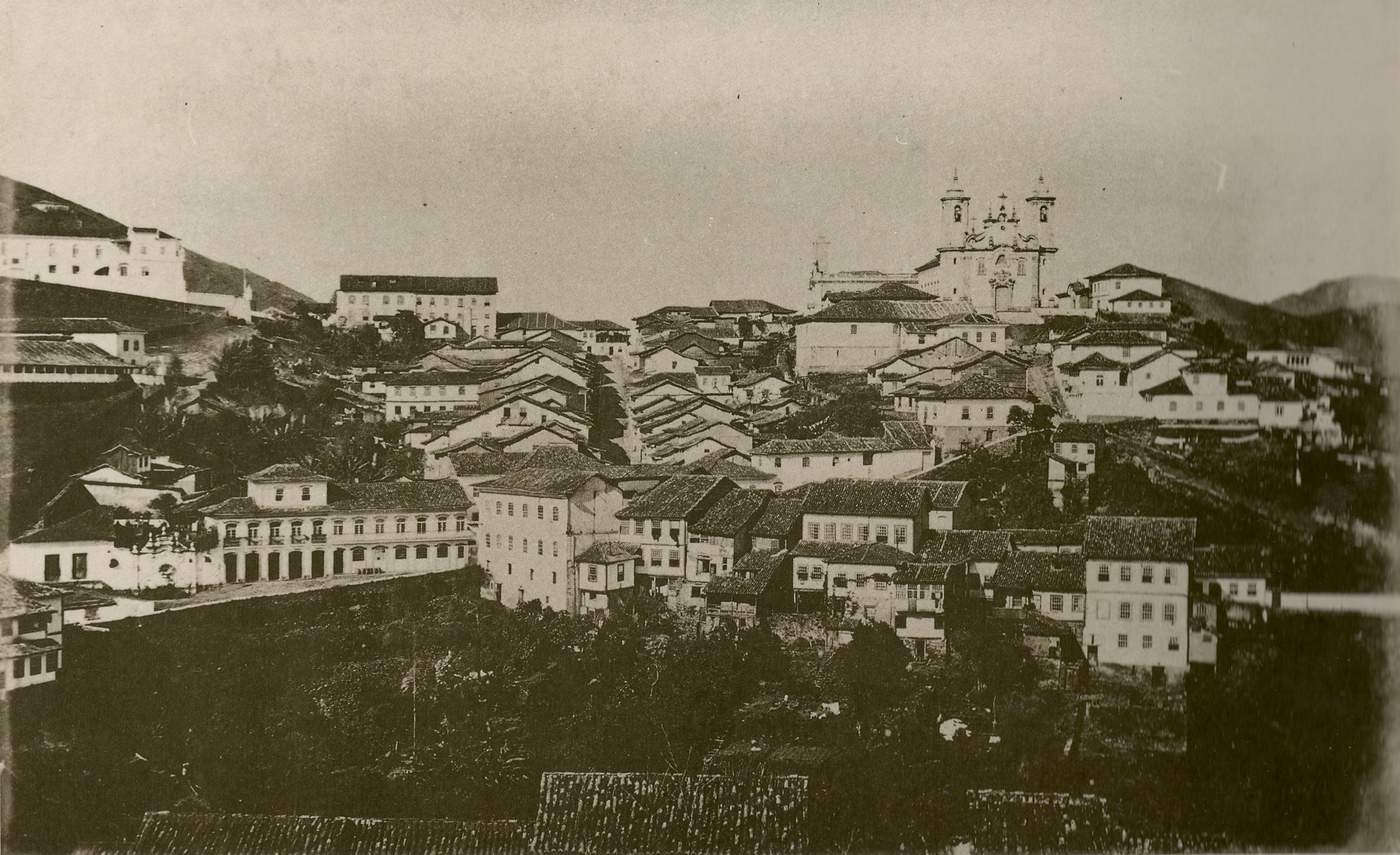
Ouro Preto, capital da província de Minas Gerais, 1881.

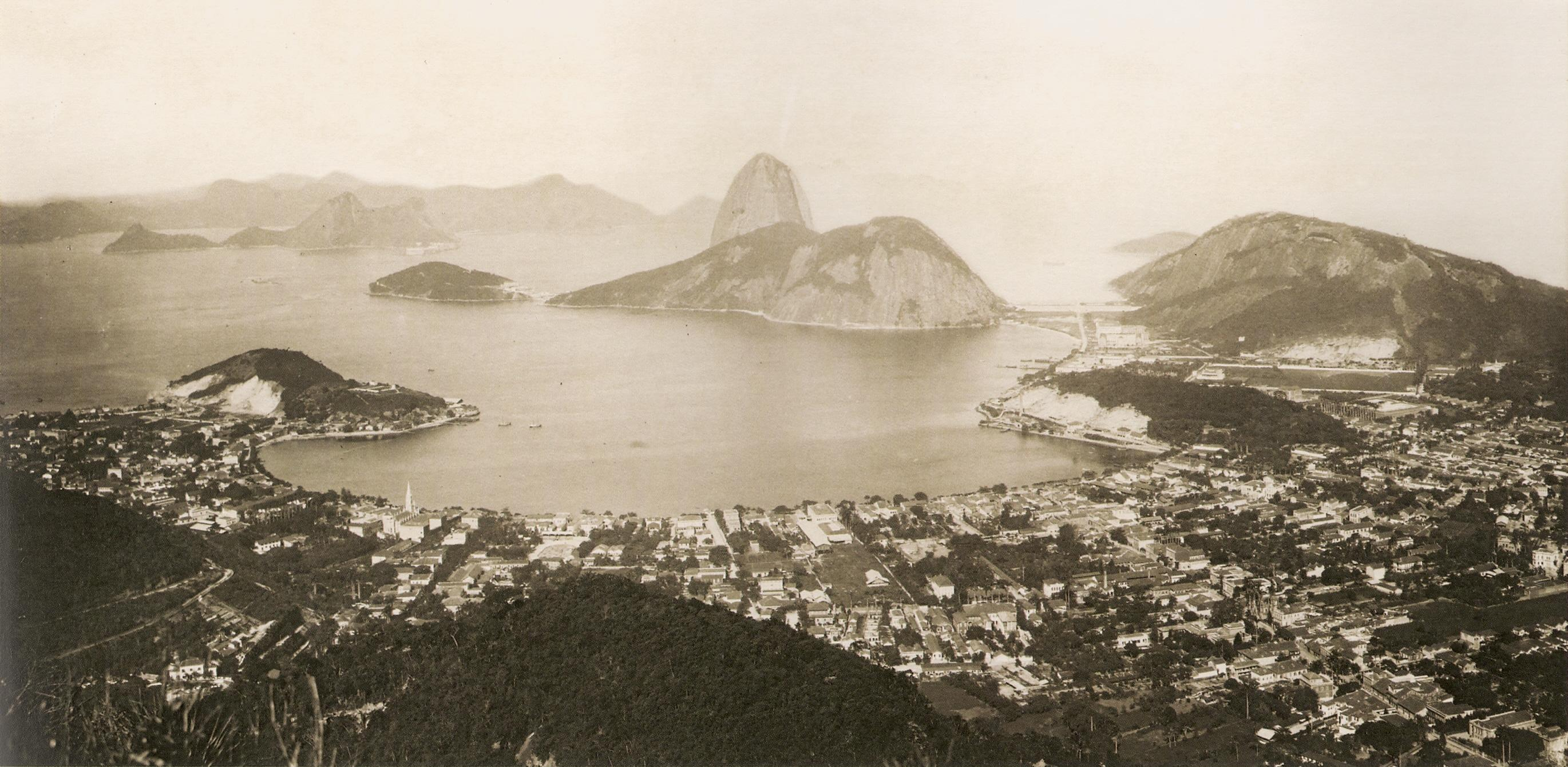
Rio de Janeiro, capital do Império, 1889. Todas as províncias detinham uma grande autonomia em relação ao poder central.

A Constituição imperial de 1824 tornou o Brasil um país unitário visando a facilitar o controle do governo central sobre as províncias e assim impedir um eventual desmembramento territorial. Contudo, tratava-se na realidade de um semi-unitarismo, pois havia assembleias municipais eleitas pela população com suas próprias prerrogativas. Tal quadro viria a se modificar com a promulgação do Ato Adicional em 1834 que criou Assembleias Provinciais, que poderiam legislar sobre temas relacionados à administração local. O Ato também criou o "governo econômico e municipal", que possibilitaria às cidades "neutralizarem de certa forma o poder absoluto exercido nas Províncias pelos seus Presidentes". Teria acontecido um suposto regresso nesta área graças à Lei de Interpretação do Ato Adicional de 1840, que teria restringido a autonomia granjeada pelo Ato de 1832. Sobre a ideia comum na historiografia a respeito da não existência de federalismo no Império, alude a historiadora Maria de Fátima Silva Gouvêa:

"Afora alguns poucos estudos publicados nos últimos anos - em particular o trabalho de Miriam Dohnikoff e Maria Fernanda Martins -, muito pouco tem sido produzido sobre o assunto, permanecendo ainda muito forte na historiografia a percepção do período como marcado pela existência de um Estado monárquico, centralizado, instituído a partir da vontade e dos ditames de uma elite, latifundiária e escravocrata, sobre a vontade do conjunto da sociedade do Brasil imperial."

No entanto, mesmo depois da revisão ocorrida em 1840, o Estado brasileiro permaneceu com características básicas do federalismo, apesar deste não ter existido em sua plena concepção. Ocorre que devido ao fato do federalismo ter sido a principal proposta de mudança defendida pelos republicanos do século XIX, causou aos estudiosos do tema a impressão de que ela não existiu durante o período monárquico. William Riker, um dos principais teóricos a respeito do federalismo, considerava que a monarquia brasileira havia adotado um modelo federativo após o Ato Adicional de 1834. Tal opinião advém do fato de que para existir o federalismo, seria necessária a "divisão de competências entre governo geral e governos regionais". A principal característica da federação é a existência mútua de dois níveis autônomos de governo, nesse caso, central e regional. Isto já era realidade durante a monarquia, que seria considerada uma federação de fato, se não fosse o fato dos presidentes das Províncias serem nomeados e do Senado ser vitalício. O oficial prussiano Max von Versen que visitou o Brasil em 1867 escreveu que o Imperador "compartilha a soberania com o Senado e com a Câmara de Deputados, que são assembleias eleitas pelo sufrágio universal. De fato a Coroa não tem senão a competência de executar decisões do poder legislativo. É tão grande a autonomia administrativa das províncias, tão predominante as atribuições políticas do Parlamento quanto é pequena a esfera de atribuições políticas do Imperador".
A conclusão que se chega sobre o assunto, segundo Mirian Dohnikoff, é de que:

"A divisão constitucional de competências entre governos provinciais e governo central, garantindo autonomia dos primeiros, a qual não podia ser unilateralmente revogada pelo governo central; a capacidade de os governos provinciais tomarem decisões autonomamente sobre temas relativos à tributação, força policial, obras públicas, empregos, etc.; a constante negociação entre províncias e centro no parlamento para dirimir tensões e confrontos entre interpretações divergentes sobre a esfera de competência de cada um; a atribuição do governo central de responder pela unidade nacional, provido dos instrumentos necessários para tanto; e sua convivência com governos provinciais autônomos, que respondiam por questões regionais estratégicas, foram elementos federativos que prevaleceu no Brasil do século XIX. A derrota nas negociações das reformas em 1832, que resultou na manutenção da vitaliciedade do Senado, e o fato de ser o presidente de província nomeado pelo governo central impediram a adoção plena de um modelo federativo. Por outro lado, como procurei demonstrar, o presidente tinha poderes restritos, de sorte que ele não se constituía em obstáculo ao exercício da autonomia provincial. O presidente não tinha poder de apresentar projetos legislativos, e o direito de veto às leis aprovadas na Assembleia era apenas suspensivo. Deveria ser exercido em um prazo diminuto, apenas dez dias, e retornava para a mesma Assembleia que aprovara a lei, na qual poderia ser derrubado por dois terços dos deputados."

Assim, restava ao governo monárquico extinguir o Senado vitalício e permitir a escolha dos Presidentes das províncias através do voto popular, para se atingir um grau de federalismo completo. Tais mudanças viriam a ocorrer em 1889, quando o visconde de Ouro Preto, Presidente do último Conselho de Ministros da monarquia, apresentou suas propostas de governo à Assembleia Geral. Mas devido ao golpe de Estado que instaurou a República, tais planos não puderam vir a tornar-se realidade.

## Poder moderador
O Poder Moderador foi um dos quatro poderes de Estado instituídos pela Constituição Brasileira de 1824 e foi idealizado pelo francês Benjamin Constant. Da forma como foi concebido, situa-se hierarquicamente acima dos demais poderes do Estado. Esse poder era pessoal e privativo do imperador, assessorado por um Conselho de Estado. D. Pedro I (e mais tarde seu filho D. Pedro II) era o detentor exclusivo e privativo, com a atribuição de nomear e demitir livremente os ministros de Estado, já como chefe do Poder Executivo, exercitando este último poder através de «seus ministros de Estado», os mesmos a quem, como Poder Moderador, nomeava e demitia livremente. Ele também existiu em Portugal até 1910, ano da instauração da república nesse país.

## Representatividade
Segundo a Constituição de 1824, considerada uma das mais liberais de seu tempo, o voto era obrigatório e as eleições eram feitas em dois graus: em primeiro lugar, os votantes escolhiam os eleitores e em seguida, estes últimos elegiam os senadores e deputados. Podiam ser votantes os homens de 25 anos ou mais, com algumas exceções, e que tivessem ao menos 100 mil réis de renda ao ano. Enquanto para ser eleitor, era necessária uma renda de pelo menos 200 mil réis ao ano. A exigência de renda no Reino Unido era muito maior, mesmo após a reforma de 1832. Dessa forma, é provável que nenhum país europeu da época possuísse uma legislação tão liberal quanto a brasileira. Os únicos países do mundo que não exigiam renda para votar eram a França e Suíça, onde o sufrágio universal masculino foi introduzido em 1848. No entanto, a exigência de renda para votar no Brasil era muito baixa, pois qualquer assalariado ou pequeno proprietário podia votar. Para efeitos comparativos, o empregado civil de menor salário da época, o servente de serviço público, ganhava 600 mil réis por ano.

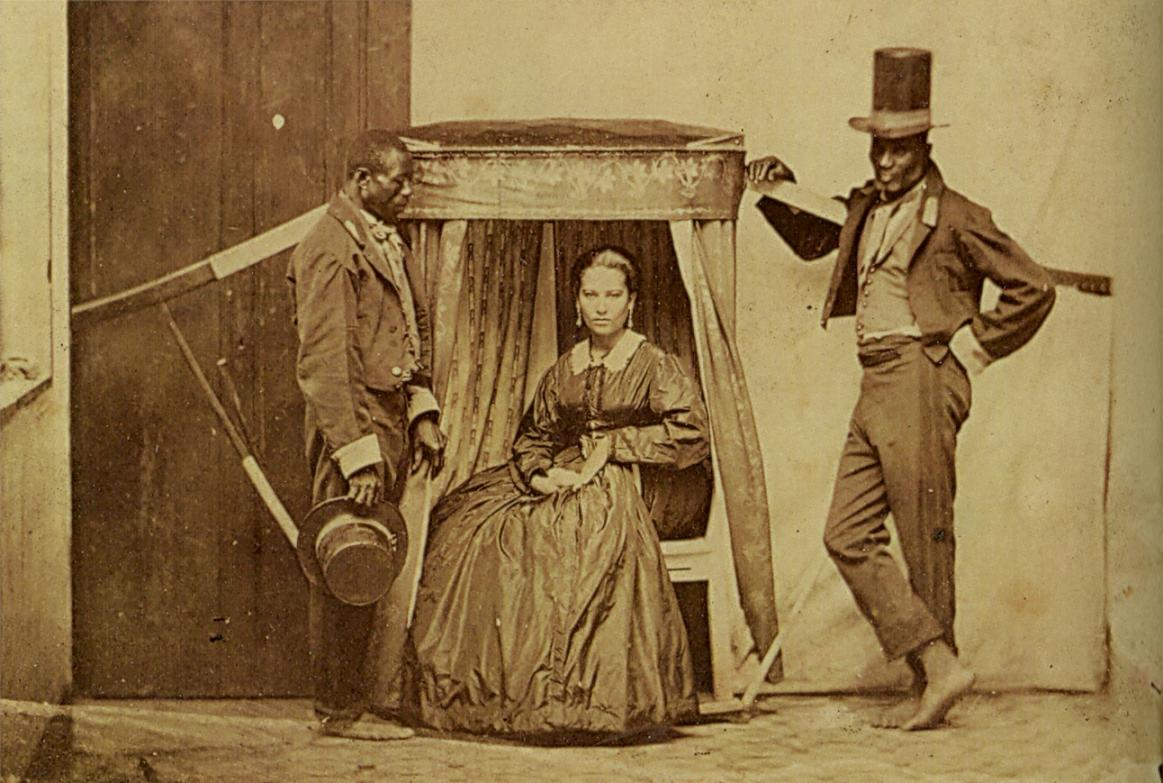
Nem às mulheres e nem aos escravos (esses últimos considerados "propriedade" e não cidadãos, até a escravidão ser abolida pela princesa Isabel) era permitido votar no Brasil.

Os libertos (ex-escravos) não possuiam o direito ao voto, mas os seus filhos e netos poderiam votar, assim como os analfabetos (o que poucos países permitiam). Assim, em 1870, cerca de 13% da população livre brasileira votava. No Reino Unido, a participação eleitoral era de 7% da população total, na Itália, de 2%, em Portugal, de 9% e na Holanda, de 2,5%. O Reino Unido possuía um percentual eleitoral de 3% da população em 1832, quando realizou uma reforma eleitoral, seguida pela de 1867 e depois, pela de 1884, onde conseguiu expandir o eleitorado para 15%. A maior parte dos votantes era composta por pessoas de baixa renda. Por exemplo, no município de Formiga, em Minas Gerais, essas compunham 70% do eleitorado em 1876 e em Irajá, na periferia do Rio de Janeiro, a proporção era de 87%.
As fraudes nas eleições eram comuns, mas não passaram despercebidas nem por Dom Pedro II e nem pelos políticos e estudiosos da época, que consideravam um grande problema a ser resolvido. Várias medidas foram tomadas com o intuito de eliminar, ou ao menos, diminuir as fraudes, como as reformas de 1855, de 1875 e 1881. A Lei dos Círculos, de 19 de setembro de 1855, criou o voto distrital, o sistema de eleições por círculos e as incompatibilidades eleitorais (também conhecida como inelegibilidades). O primeiro tinha por objetivo possibilitar a representação de todas as facções locais, enquanto os dois posteriores tinham como finalidade reduzir a influência do governo (independente de quem estivesse nele no momento) no resultado das eleições. Além destas novidades, ficou proibido aos funcionários públicos concorrerem em seus distritos, para impossibilitar que estes viessem a utilizar a máquina pública a seu favor. Desta forma, tanto presidentes de província, assim como secretários provinciais, comandantes de armas, juízes de direito, juízes municipais e chefes de polícia foram impedidos de serem eleitos, ou ao menos em seus distritos de origem. O resultado positivo da reforma foi observado já nas eleições seguintes, em 1856, quando se viu a redução expressiva da eleição de funcionários públicos, permitindo que o "país real" entrasse "diretamente na Câmara", como assim desejava o Presidente do Conselho de Ministros do Império, Marquês de Paraná (D. Honório Hermeto Carneiro Leão).

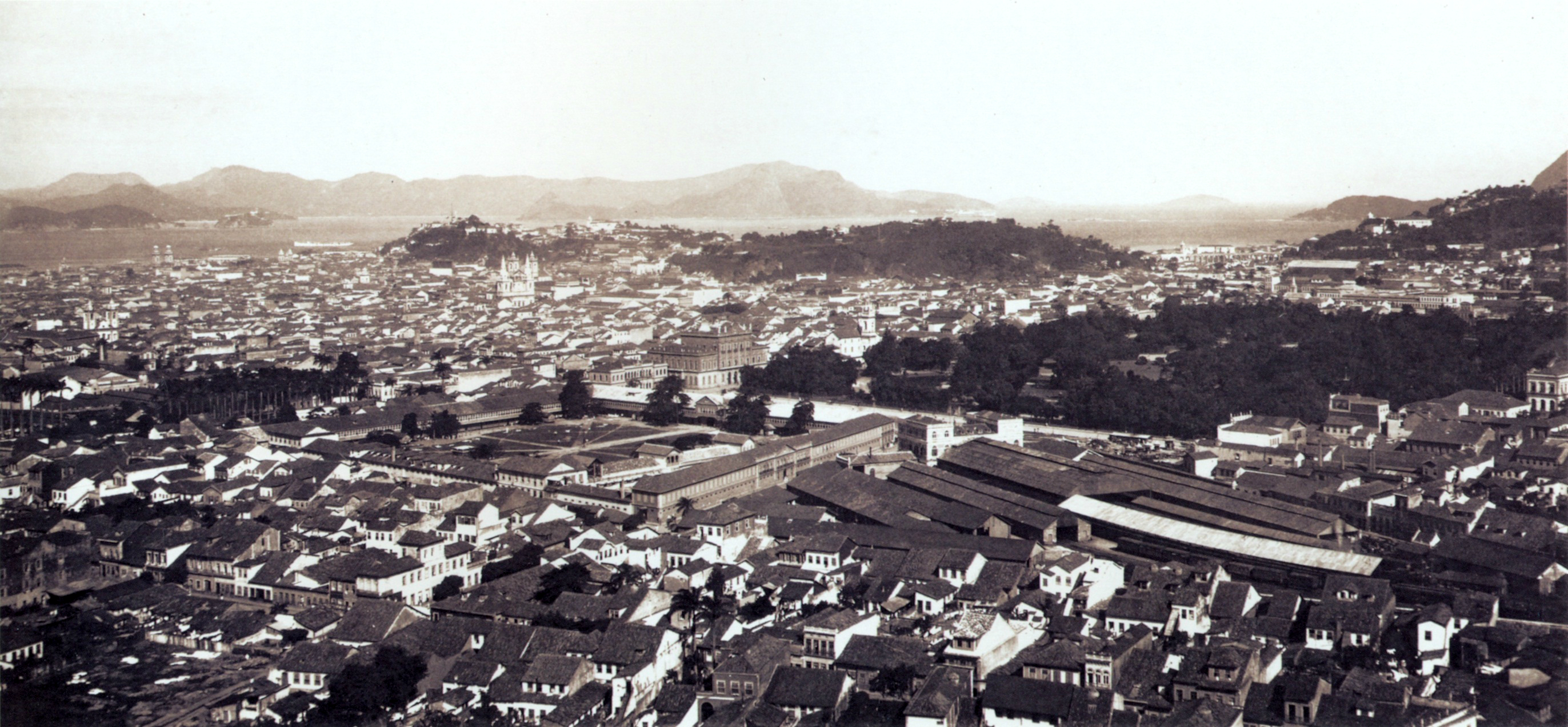
Para seu tempo, as eleições no Brasil eram bastante democráticas.

A reforma seguinte ocorreu em 1875, quando foi introduzido um mecanismo que possibilitaria a representação das minorias (eliminando de vez as infames assembleias unânimes): o sistema do terço, onde os votantes escolhiam apenas 2/3 da lista de eleitores da província, e por sua vez, os eleitores votavam em 2/3 do número de deputados provinciais, assim permitindo que o 1/3 restante fosse preenchido pelos votos da oposição. A última, e mais importante, que se tornou conhecida como "Lei Saraiva", realizou mudanças significativas, pois eliminou a eleição em dois turnos, introduzindo a voto direto e facultativo e permitiu os votos dos libertos, assim como dos acatólicos. Além de que ampliou as incompatibilidades eleitorais (inelegibilidades) de 1855, impossibilitando que empresários de obras públicas e vigários e bispos em suas próprias paróquias pudessem concorrer e estabeleceu que funcionários públicos eleitos fora de seus distritos, não poderiam exercer cargos, receber salários ou serem promovidos enquanto durassem seus mandatos. Imediatamente a reforma se fez sentir, pois enquanto em 1850, cerca de 48% dos deputados eram funcionários públicos, na última legislatura esse percentual caiu para apenas 8%.
Se por um lado tal reforma trouxe benefícios, pois diminuiu consideravelmente a corrupção e fraude nas eleições, permitindo um melhor funcionamento do sistema parlamentar brasileiro, também houve os aspectos negativos, pois aos analfabetos não era mais permitido votar. A taxa de eleitores passou de 13% para apenas 0,8%, em 1886. De fato, para a maior parte das pessoas de então, o grande problema das eleições eram os analfabetos, que segundo aqueles, não possuíam preparo para votar, pois desconheciam a noção do significado de um governo representativo, da escolha de alguém como seu representante político e eram facilmente corruptíveis, acabando por vender seus votos. Contudo, em 1889, cerca de 20% da população brasileira sabia ler e escrever, o que não explica a razão da súbita queda do eleitorado. A não ser, entretanto, que tenha ocorrido graças ao fato do voto ter deixado de ser obrigatório e em conjunto com o desinteresse do povo brasileiro em exercer a cidadania, ter resultado na diminuição no número de eleitores (que iria continuar até meados da década de 1940). Para Dom Pedro II, a melhor forma de resolver o problema das fraudes nas eleições não era restringindo o direito ao voto, e sim melhorando a educação no país. Mesmo assim, o Brasil foi capaz de manter eleições ininterruptas de 1822 a 1889, fortalecendo o processo eleitoral, assim como o sistema representativo.

## Forças armadas

### Armada

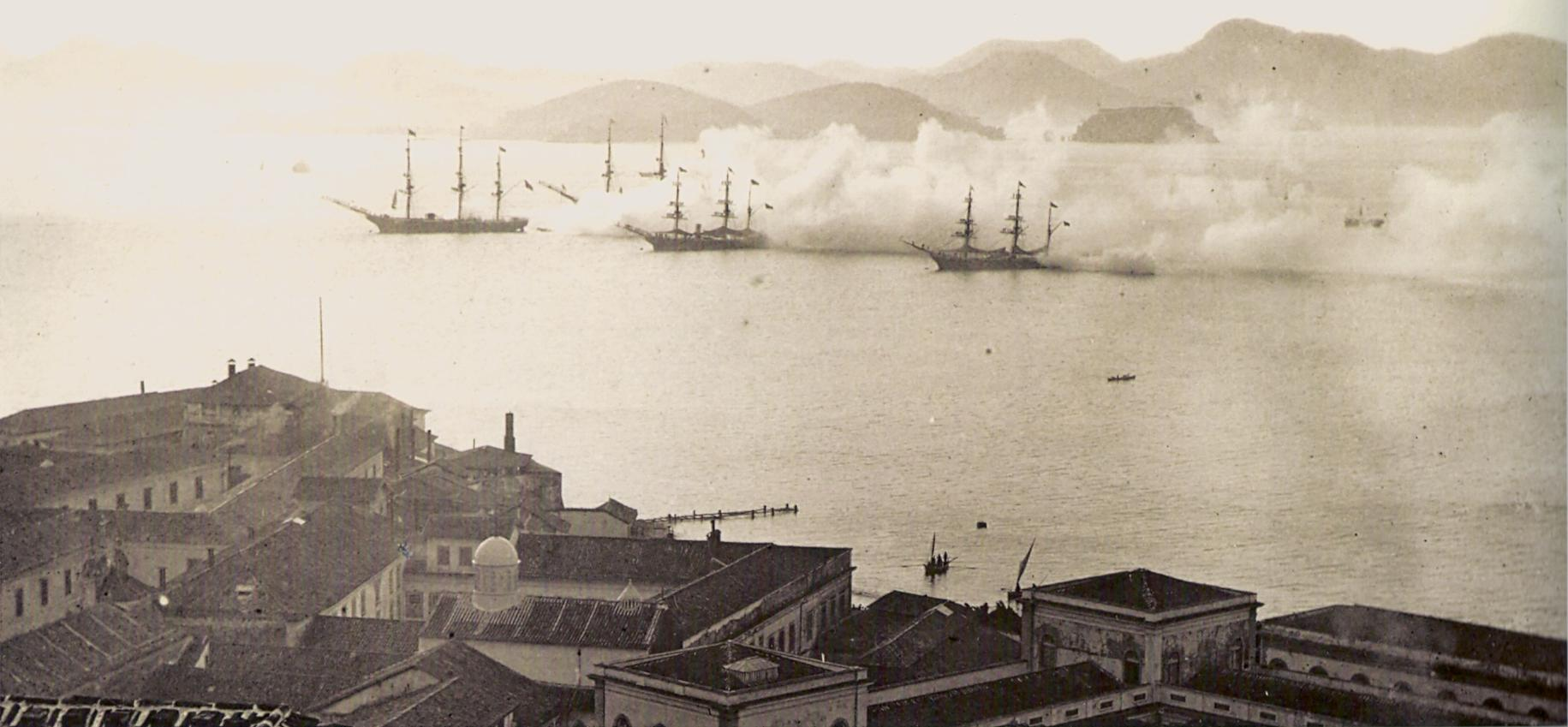
Treino da Armada Imperial do Brasil, meados da década de 1870.

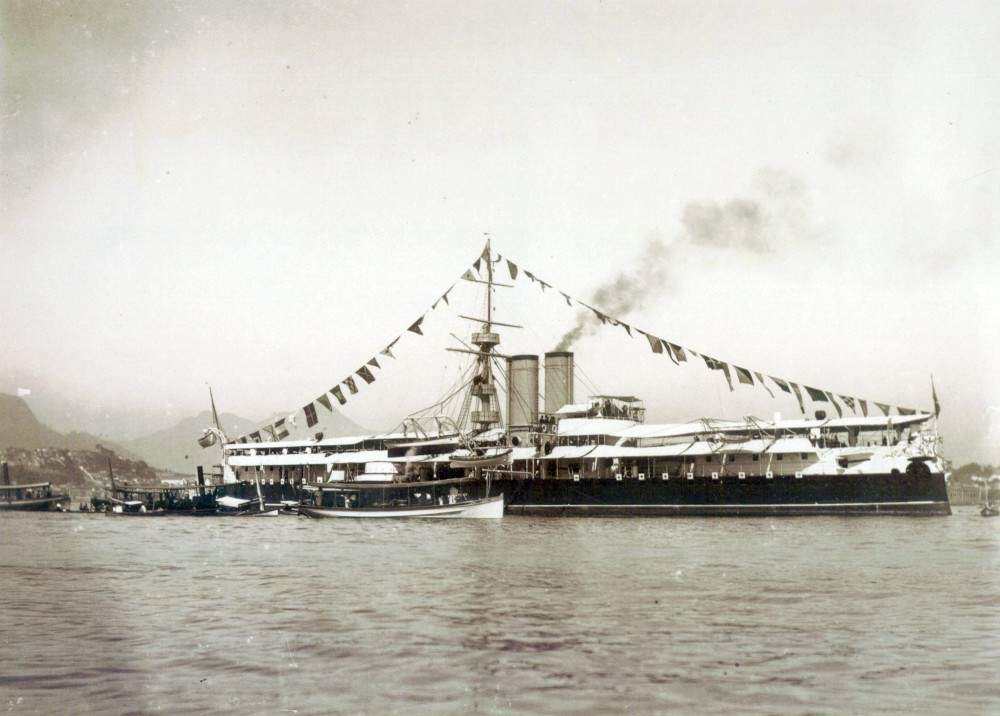
O encouraçado Riachuelo, c.1885.

A Armada Nacional (como foi chamada a Marinha de Guerra brasileira durante o regime monárquico) surgiu com a Independência do país. Era formada quase que em sua totalidade por embarcações, pessoal, organizações e doutrinas provenientes da transmigração da Família Real de Portugal em 1808. Os seus membros eram alguns poucos brasileiros natos (até então quase todos proibidos de servir), portugueses que optaram por aderir à causa da separação (e que consequentemente foram naturalizados brasileiros) e estrangeiros de vários países (principalmente da Inglaterra), contratados como mercenários. Também foram aproveitados vários órgãos criados por João VI de Portugal, tais como: a Secretaria da Marinha, o Quartel-General, a Intendência e Contadoria, o Arsenal de Marinha, a Academia de Guardas-Marinhas, o Hospital, a Auditoria, o Conselho Supremo Militar, a Fábrica de Pólvora, os Cortes de Madeira e outros. Como primeiro Ministro da Marinha foi nomeado o brasileiro nato Capitão de Mar-e-Guerra Luís da Cunha Moreira (futuro visconde de Cabo Frio) em 28 de outubro de 1822,. Para comandar a Armada brasileira foi escolhido o experiente Lorde Thomas Alexander Cochrane, britânico de nascimento, que recebeu o cargo de "Primeiro Almirante",.
A frota no seu início era composta por apenas uma nau, quatro fragatas, duas corvetas, cinco brigues, seis escunas e vinte pequenas embarcações, num total de trinta e oito navios de guerra. O Ministro da Fazenda Martim Francisco Ribeiro de Andrada criou uma subscrição nacional para reunir fundos e assim reequipar a frota, e de todo o Brasil foram enviadas contribuições. Até mesmo o Imperador Pedro I do Brasil adquiriu às próprias expensas um brigue mercante que foi renomeado "Caboclo" e doado ao Estado,. A participação da marinha no conflito contra Portugal foi vital.

### Exército

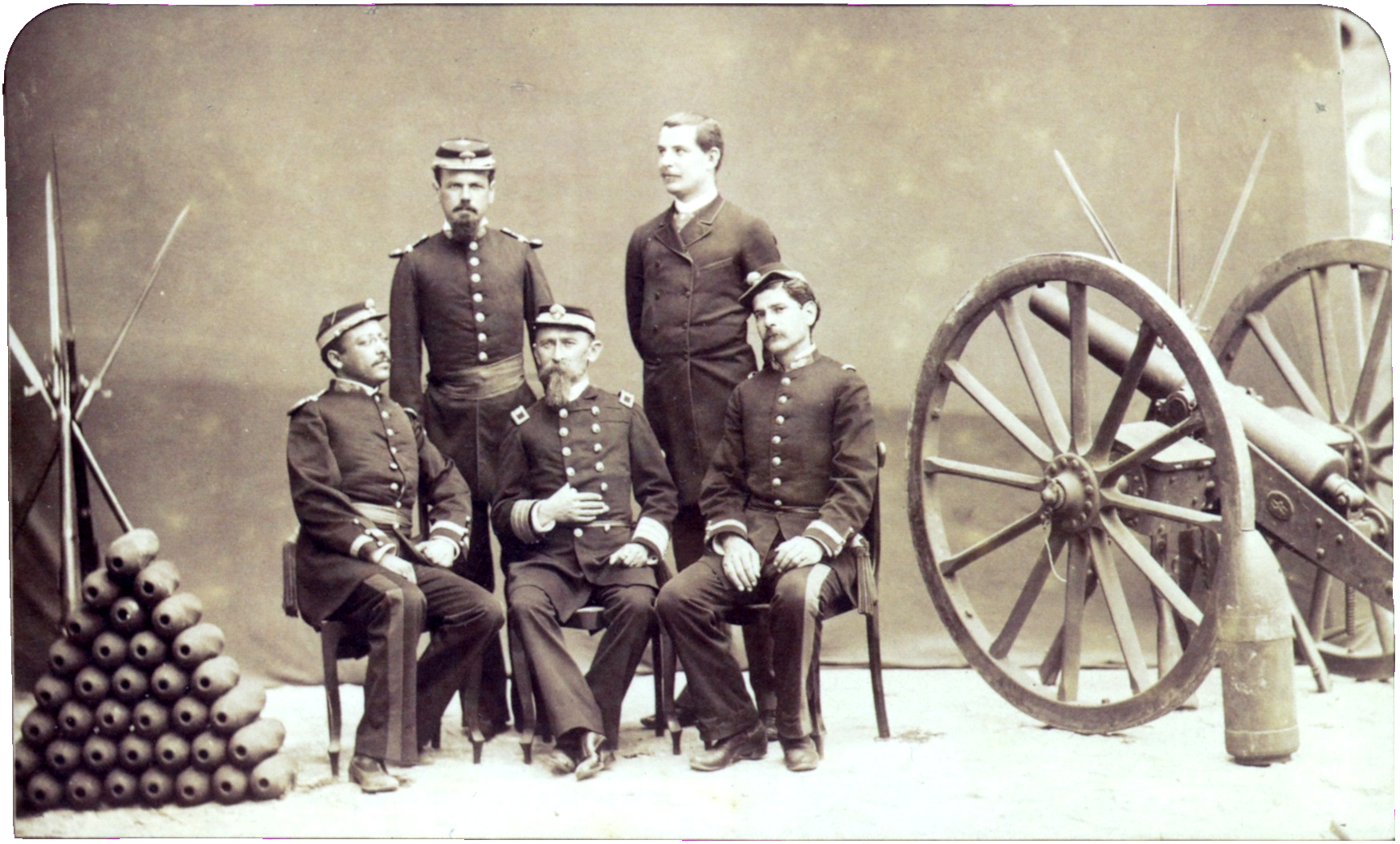
Oficiais do Exército Brasileiro, c. 1866.

O Exército Nacional (ou Imperial como costumeiramente era chamado) durante a monarquia era dividido em dois ramos: o de 1ª Linha, que era o Exército de fato; e o de 2ª Linha, formado pelas antigas milícias e ordenanças herdadas dos tempos coloniais. Em 1824 o efetivo do Exército de 1ª Linha era de 24.000 homens disciplinados, treinados e equipados tão bem quanto os seus equivalentes europeus. Com o término da guerra de Independência, as Forças Armadas Brasileiras já estavam efetivamente bem organizadas e equipadas.
A formação dos oficiais do Exército era realizada na Academia Militar (única escola de engenharia no país até 1874), apesar de não ter sido obrigatória para evoluir na carreira durante o século XIX.